# دنیاگیری کووید–۱۹ در کشتی‌های تفریحی
دنیاگیری کروناویروس در تعدادی از کشتی‌های تفریحی گسترش یافته‌است. ماهیت چنین کشتی‌هایی از جمله، مناطق پرازدحام نیمه محصور، افزایش قرار گرفتن در معرض محیط‌های جدید و منابع پزشکی محدود، در افزایش خطر و گسترش سریع بیماری سهیم است.
دایموند پرینسس که یک کشتی ثبت‌شده در بریتانیا است، اولین کشتی تفریحی بود که شیوع گسترده‌ای را در میان مسافرانش داشت. کشتی از ۴ فوریه ۲۰۲۰ برای مدتی در حدود یک ماه در یوکوهاما قرنطینه شد. بیش از ۷۰۰ نفر مبتلا شدند و ۱۲ نفر کشته شدند. در آن زمان، کشتی بیش از نیمی از موارد گزارش شدهٔ SARS-CoV-2 در خارج از چین را به خود اختصاص داده بود.
دولت‌ها و بندرها با جلوگیری از لنگر انداختن بسیاری از کشتی‌های تفریحی، و توصیه به مردم برای پرهیز از مسافرت با کشتی‌های تفریحی، به این اتفاق واکنش نشان دادند. بسیاری از خطوط کشتیرانی تفریحی برای کاستن از میزان گسترش همه‌گیری، عملیات خود را به حالت تعلیق درآوردند.
تا تاریخ ۲ مه ۲۰۲۰، بیش از ۴۰ کشتی تفریحی موارد مثبت کروناویروس را در میان مسافران خود تأیید کرده‌اند.